# Kabinett Briand VIII

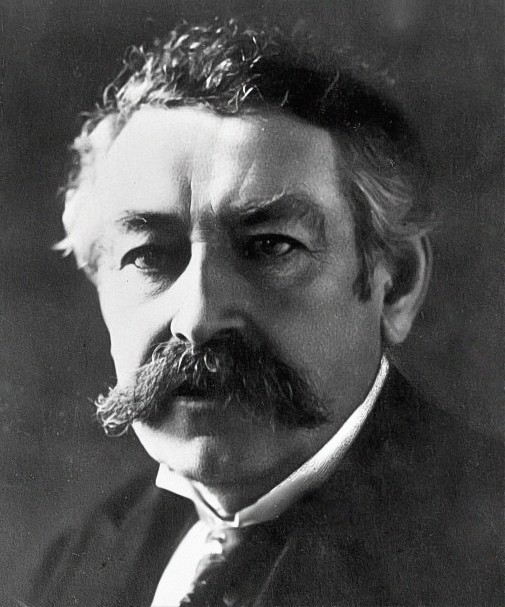
Aristide Briand war von 1909 bis 1911, 1913, 1915 bis 1917, 1921 bis 1922, 1925 bis 1926 sowie 1929 sechs Mal Premierminister Frankreichs und bildete in dieser Zeit elf Kabinette

Das achte Kabinett Briand war eine Regierung der Dritten Französischen Republik. Es wurde am 28. November 1925 von Premierminister (Président du Conseil) Aristide Briand gebildet und löste das Kabinett Painlevé III ab. Es blieb bis zum 9. März 1926 im Amt und wurde daraufhin vom Kabinett Briand IX abgelöst.
Dem Kabinett gehörten Minister des Cartel des gauches (Parti républicain-socialiste (PRS), Parti républicain, radical et radical-socialiste (PRSRS), Parti socialiste français (PSF) und Radicaux indépendants (RI)) sowie der Parti républicain démocratique et social (PRDS) und unabhängige Linke an. Die Section française de l’Internationale ouvrière stützte die Regierung, beteiligte sich aber nicht.

## Kabinett
Dem Kabinett gehörten folgende Minister an:
| Amt                                                       | Name                       | Partei | Beginn der Amtszeit                 | Ende der Amtszeit              |
| --------------------------------------------------------- | -------------------------- | ------ | ----------------------------------- | ------------------------------ |
| Premierminister                                           | Aristide Briand            | PRS    | 28. November 1925                   | 9. März 1926                   |
| Außenminister                                             | Aristide Briand            | PRS    | 28. November 1925                   | 9. März 1926                   |
| Innenminister                                             | Camille Chautemps          | PRRRS  | 28. November 1925                   | 9. März 1926                   |
| Justizminister                                            | René Renoult               | PRRRS  | 28. November 1925                   | 9. März 1926                   |
| Finanzminister                                            | Louis Loucheur Paul Doumer | RI     | 28. November 1925 16. Dezember 1925 | 16. Dezember 1925 9. März 1926 |
| Kriegsminister                                            | Paul Painlevé              | PRS    | 28. November 1925                   | 9. März 1926                   |
| Marineminister                                            | Georges Leygues            | PRDS   | 28. November 1925                   | 9. März 1926                   |
| Minister für öffentlichen Unterricht und schöne Künste    | Édouard Daladier           | PRRRS  | 28. November 1925                   | 9. März 1926                   |
| Minister für öffentliche Arbeiten                         | Anatole de Monzie          | PRS    | 28. November 1925                   | 9. März 1926                   |
| Arbeitsminister                                           | Antoine Durafour           | PRRRS  | 28. November 1925                   | 9. März 1926                   |
| Minister für Gesundheit, Wohlfahrt und Sozialversicherung | Antoine Durafour           | PRRRS  | 28. November 1925                   | 9. März 1926                   |
| Minister für Handel und Industrie                         | Daniel Vincent             | RI     | 28. November 1925                   | 9. März 1926                   |
| Kolonialminister                                          | Léon Perrier               | PRRRS  | 28. November 1925                   | 9. März 1926                   |
| Landwirtschaftsminister                                   | Jean Durand                | PRRRS  | 28. November 1925                   | 9. März 1926                   |
| Pensionsminister                                          | Paul Jourdain              | PRDS   | 28. November 1925                   | 9. März 1926                   |
| Hochkommissar für Wohnungswesen                           | Arthur Levasseur           | PSF    | 28. November 1925                   | 9. März 1926                   |
| Hochkommissar in Syrien und im Libanon                    | Henry de Jouvenel          |        | 28. November 1925                   | 9. März 1926                   |
| Hochkommissar für den Krieg                               | Paul Bénazet               | PRS    | 28. November 1925                   | 9. März 1926                   |

### Unterstaatssekretäre
Dem Kabinett gehörten folgende Sous-secrétaires d’État an:
- Ministerpräsident und Außenministerium: Pierre Laval (UL)
- Kriegsministerium: Jean Ossola[6] (PRRRS)
- Befreite Regionen: Georges Chauvin[7] (PRRRS)
- Technische und berufliche Bildung, postschulische Bildung, Körpererziehung und militärische Vorbereitung: Paul Bénazet
- Finanzen: Paul Morel[8] (RI)
- Luftfahrt und Luftverkehr: Laurent Eynac (RI)
- Häfen, Marine und Fischerei: Charles Daniélou[9] (RI)

## Historische Einordnung

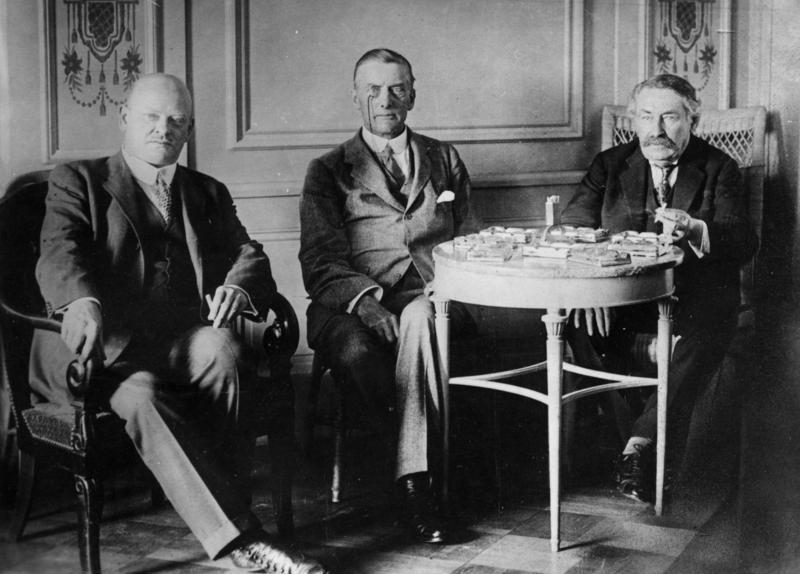
Bundesarchiv Bild 183-R03618, Locarno, Gustav Stresemann, Austen Chamberlain, Aristide Briand

Am 1. Dezember 1925 wurden die Verträge von Locarno unterzeichnet, zu deren Zustandekommen Briand sehr viel beigetragen hatte.
Den weiter schwelenden Finanzproblemen sollte das Loucheur-Gesetz vom 4. Dezember entgegenwirken: Schaffung eines Fonds zur Tilgung der Staatsschulden; repressive Maßnahmen gegen Steuerhinterziehung; Erhöhung der Steuerlast (Anhebung der Einkommenssteuer um 2 %, der Grundsteuer und der Steuer auf Gewinne aus Industrie und Handel um 50 %, der Bergwerkssteuer um 100 %); Verhandlungen über einen Kredit der Banque de France in Höhe von 6 Milliarden Francs.